# Renault Laguna III
La Renault Laguna III è la terza e ultima generazione della Renault Laguna, un'autovettura di fascia medio-alta prodotta dalla casa automobilistica francese Renault a partire dal 2007 fino al 2015 quando è stata sostituita dalla Renault Talisman.
L'ultimo esemplare è uscito dalla fabbrica il 28 maggio 2015 dopo 351.384 esemplari costruiti.

## Storia e profilo

### Debutto del modello
La terza generazione della Laguna è nata come la precedente sulla base delle sinergie tra Renault e Nissan. Il progetto X91, destinato allo sviluppo della nuova segmento D francese, prevedeva l'utilizzo di una piattaforma che sarebbe servita in futuro come base anche per alcuni modelli della casa nipponica. Il progetto fu avviato nei primissimi anni del XXI secolo, quando il ruolo di amministratore delegato del gruppo Renault-Nissan era ancora ricoperto da Louis Schweitzer; a partire dal 1º maggio 2005 a rivestire tale ruolo sarebbe giunto Carlos Ghosn, fino a quel momento CEO della sola Nissan e principale artefice della fusione tra le due case. Il cambiamento al vertice però non avrebbe condizionato le sorti del progetto X91, anzi fu proprio Ghosn a imprimere alla casa francese una spinta in più, che permise di risollevare le vendite della Laguna II, compromesse fino al 2003 a causa di alcuni inconvenienti tecnici che ne minarono la reputazione per quanto riguardava l'affidabilità.
In fatto di sicurezza la Laguna II era una vettura al top, per cui Renault decise di mantenere tali standard, perfezionando dove ancora si poteva richiedendo migliorie alle finiture e ai materiali utilizzati. Vennero studiate anche alcune possibili raffinatezze tecnologiche, come il sistema a quattro ruote sterzanti che troverà sbocco in alcune versioni della vettura.
Dal punto di vista dello stile, si scelse di rimanere fedeli al corpo vettura a due volumi e mezzo con portellone posteriore: i tratti stilistici, disegnati dall'équipe diretta da Patrick Le Quément, si rifacevano in parte alle concept car Altica e Fluence.
I primi rendering grafici furono diffusi dalla stampa specializzata nel 2006 e nel frattempo i primi prototipi della vettura cominciarono ad essere sottoposti a test severi per testare l'affidabilità della meccanica. Alcuni muletti furono portati lungo sentieri accidentati in Argentina. Esistono foto che ritraggono uno di questi prototipi mentre guada letteralmente un corso d'acqua come se si trattasse in realtà di un fuoristrada. Ma i test in Argentina furono condotti anche ad elevate quote, fino a 4000 metri di altitudine. In totale 120 esemplari furono utilizzati per i test, arrivando a percorrere 6 milioni di chilometri in totale, compresi i test effettuati nella pista di prove interna allo stabilimento di Sandouville, dove la Laguna III verrà assemblata.
La presentazione della vettura definitiva avvenne nel settembre del 2007 al Salone dell'automobile di Francoforte, sia in versione berlina che in versione station wagon.

### Design esterno ed interno

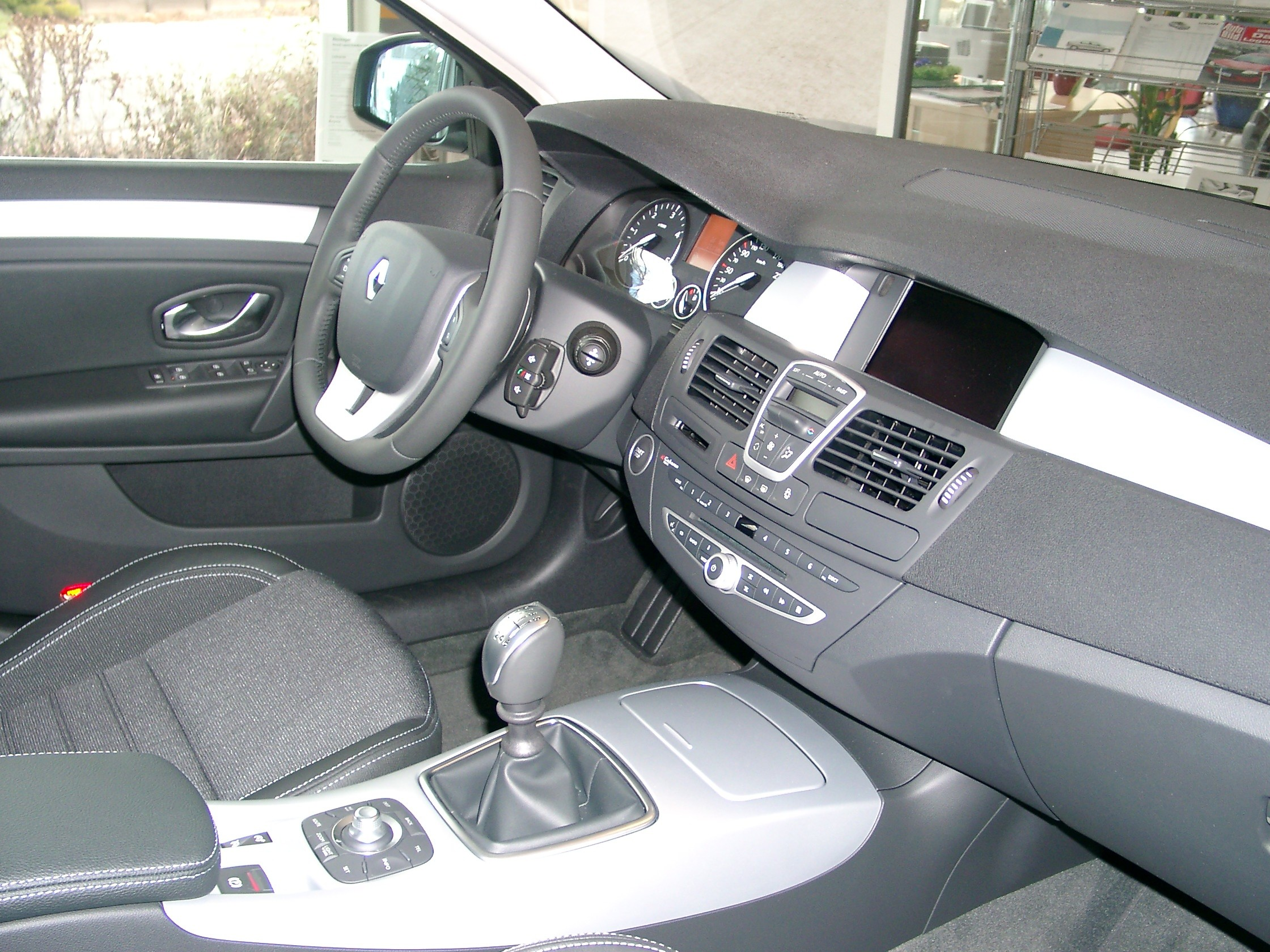
Il posto guida di una Laguna III

La Laguna III ha attinto parte delle sue soluzioni stilistiche dalle concept Altica e Fluence; ciò è visibile in particolare nel frontale, caratterizzato dalla calandra piena, senza mascherina, e dalla forma dei gruppi ottici anteriori. Tale soluzione per il frontale era però stata proposta all'epoca anche da altre concept, come ad esempio la Nepta. Il paraurti anteriore era caratterizzato da una grande "bocca" che inglobava i faretti fendinebbia e ai cui lati si aprivano due feritoie supplementari. Il corpo vettura proponeva la soluzione a due volumi e mezzo: la vista laterale mostrava una fiancata caratterizzata da una linea di cintura più alta che non nelle due serie precedenti; la coda, corta e tronca, era caratterizzata da gruppi ottici a sviluppo orizzontale posizionati sul bordo superiore della coda stessa. Il lavoro dei designer della casa è stato anche quello di disegnare un corpo vettura che rispondesse a determinati requisiti di aerodinamica e le zone intorno ai montanti anteriori e nella parte posteriore delle fiancate era stata oggetto di studi ed affinamenti allo scopo di ridurre le turbolenze. Alla fine la Laguna III in versione berlina riusciva a raggiungere un Cx pari a 0,293, che saliva a 0,316 nella station wagon.
Il progetto X91 era costato alla Renault un miliardo di euro, pur di raggiungere determinati livelli qualitativi. Gli sforzi dei progettisti di arrivare a un elevato livello qualitativo erano visibili sia all'esterno, dove gli accoppiamenti fra i lamierati denotavano giochi uniformemente ridotti nell'interno corpo vettura, sia all'interno, dove venivano utilizzati materiali più pregiati e finiture più curate. La vettura aveva compiuto notevoli passi avanti in particolare per quanto riguardava la qualità percepita all'interno dell'abitacolo e il livello della dotazione. Crebbe anche l'abitabilità interna, grazie all'aumento del passo e alla nuova conformazione del guscio del divanetto posteriore: in questo modo i passeggeri posteriori riuscivano a disporre di 20 cm in più per le gambe.

### Struttura, meccanica e motori
La struttura della Laguna III, pur avvalendosi di una scocca più rigida, riusciva a ottenere riduzioni di peso comprese fra i 15 ed i 65 kg a seconda della versione.
Il pianale è un'evoluzione di quello della Laguna II, rispetto al quale sono state adottate nuove componenti per le sospensioni, ora con molle più rigide del 20% all'avantreno e del 50% al retrotreno, cosa che non ha comportato però un abbassamento del comfort di guida grazie all'ausilio di componenti ad elevata elasticità. Tali componenti sono accoppiate rispettivamente ad ammortizzatori di tipo pressurizzato e di tipo bitubo. Gli schemi delle sospensioni sono gli stessi di quelli della Laguna II, ossia con avantreno di tipo MacPherson e retrotreno a ruote interconnesse. L'impianto frenante è a quattro dischi, dei quali quelli anteriori sono autoventilanti, mentre lo sterzo è a cremagliera con servocomando idraulico.
Al suo debutto, la Laguna III era disponibile in sei differenti motorizzazioni:
- 1.6 16v: motore da 1598 cm³ con potenza massima di 110 CV;
- 2.0 16v: motore da 1997 cm³ con potenza massima di 140 CV;
- 2.0 Turbo 16v: motore da 1997 cm³ sovralimentato mediante turbocompressore con potenza massima di 170 CV;
- 1.5 dCi: motore da 1461 cm³ turbodiesel con tecnologia common rail e con potenza massima di 110 CV;
- 2.0 dCi: motore da 1995 cm³ turbodiesel common rail ed in due livelli di potenza massima, 130 e 150 CV.

Due le varianti di cambio previste: un manuale a 6 marce oppure un cambio automatico a 6 rapporti.

## Evoluzione

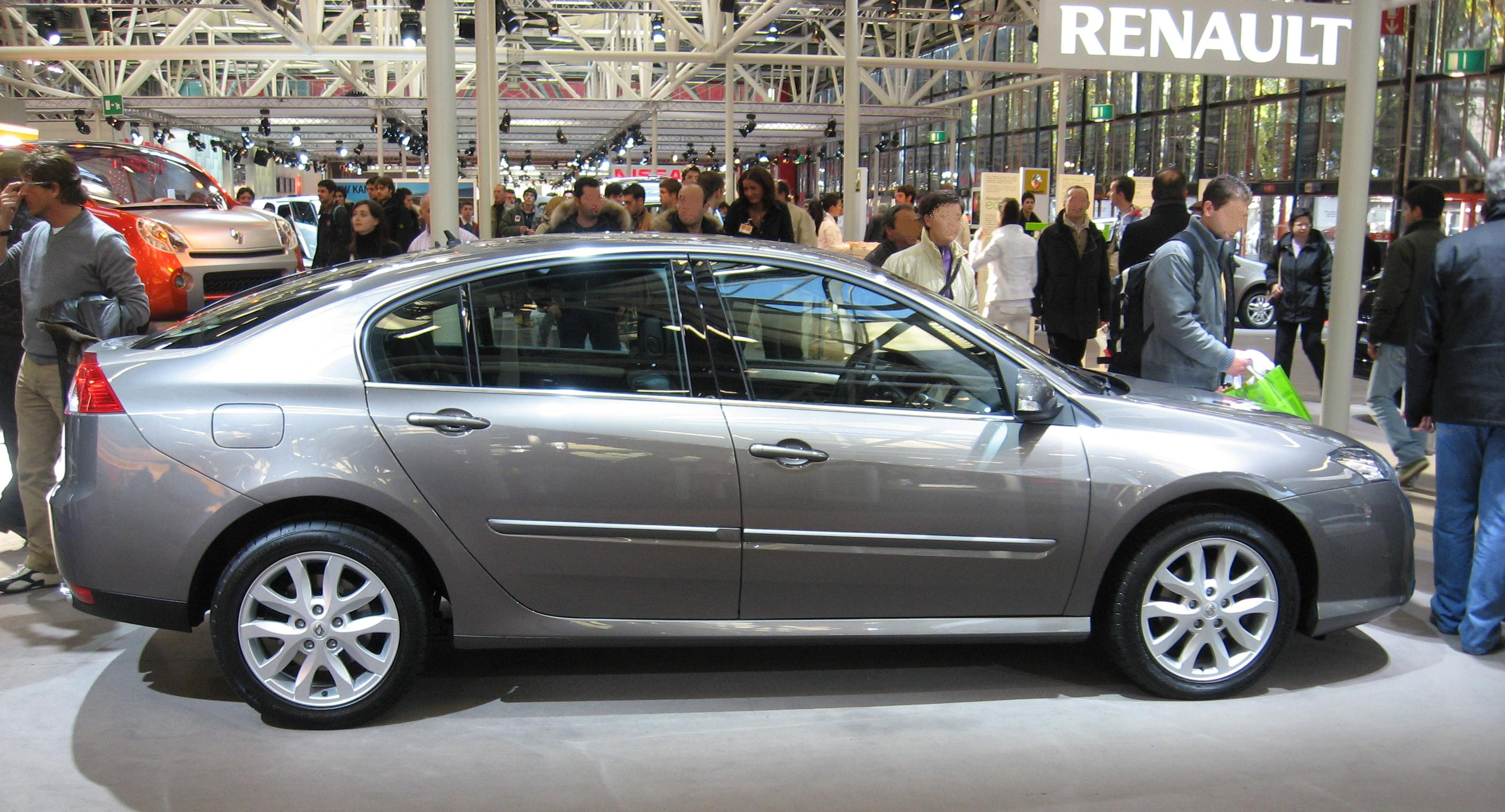
Vista laterale

Subito dopo la presentazione a Francoforte, cominciò la commercializzazione, inizialmente solo in versione berlina, ma nel mese di dicembre comparve nei listini anche in versione station wagon, quest'ultima denominata SporTour, sebbene la commercializzazione fosse stata fissata per il mese di gennaio dell'anno seguente.
Nel 2008 si ebbero numerose novità nella gamma: innanzitutto debuttò una nuova ed inedita (per la Laguna) variante di carrozzeria, vale a dire la coupé, una versione idealmente erede della Renault Fuego degli anni ottanta. Novità anche per quanto riguardava i motori: debuttò infatti un 2 litri turbo a benzina da 205 CV, mentre il 2 litri a gasolio venne proposto anche nelle più potenti varianti da 175 e 180 CV. Quest'ultima variante, assieme alla turbo benzina da 205 CV furono proposte in un allestimento specifico denominato GT, il quale vantava anche il sistema Active Drive, ossia un nuovo ed evoluto sistema a 4 ruote sterzanti che costituì la più grande innovazione tecnologica portata dalla Laguna III: non si trattava semplicemente di un sistema che andava a rispolverare quello utilizzato fino ai primi anni novanta da alcune auto giapponesi (come ad esempio la Honda Prelude), bensì di un sistema elettroattuato che mediante appositi sensori gestiva la sterzata al retrotreno in funzione della velocità della vettura allo scopo di accentuarne maneggevolezza e stabilità. Fino a 60 km/h di velocità, il retrotreno sterzava in controfase rispetto all'avantreno, in maniera tale da ridurre il diametro di svolta ed agevolare la vettura in spazi stretti (ad esempio nelle manovre nei centri storici); a velocità superiori ai 60 km/h, il retrotreno veniva fatto sterzare in fase con l'avantreno, in modo tale da impedire eventuali "scodate" dell'asse posteriore e garantire così una maggior stabilità della vettura in curva. Tale sistema, denominato anche 4Control fu disponibile nella berlina come anche nelle altre varianti di carrozzeria, sempre solo per l'allestimento GT. La Laguna GT si differenziava dalle altre versioni per il paraurti anteriore dal disegno specifico e per i gruppi ottici anteriori con fondo nero anziché cromato.
Un'altra novità fu l'arrivo di un nuovo motore V6 a gasolio da 3 litri e con potenza massima di 235 CV. In Italia tale motore fu riservato alla sola coupé, ma in altri mercati fu esteso anche alle altre due varianti di carrozzeria.
La Laguna III non riscosse però il successo sperato: la colpa è stata data al design ritenuto troppo anonimo e perciò privo di appeal. Inoltre, la reputazione della Laguna in generale fu minata da alcuni difetti di gioventù che avevano caratterizzato la seconda serie ma che si ripercossero anche sulla nuova versione pur non essendone più afflitta. La grave recessione automobilistica diffusasi alla fine del decennio e protrattasi per alcuni anni fece il resto. Perciò nel 2009 la gamma cominciò già ad essere sfoltita in alcuni mercati. In Germania scomparvero i 2 litri da 130 e da 175 CV. Quest'ultima motorizzazione scomparve anche dal listino italiano, mentre furono eliminate tutte le motorizzazioni a benzina, tranne il 2 litri aspirato da 140 CV. In compenso, per il solo mercato francese, e per breve tempo (appena un anno), la berlina e la station wagon vennero proposte con la motorizzazione di punta che già equipaggiava la coupé, vale a dire un V6 da 3.5 litri di origine Nissan e con potenza massima di 240 CV.

### Restyling 2010

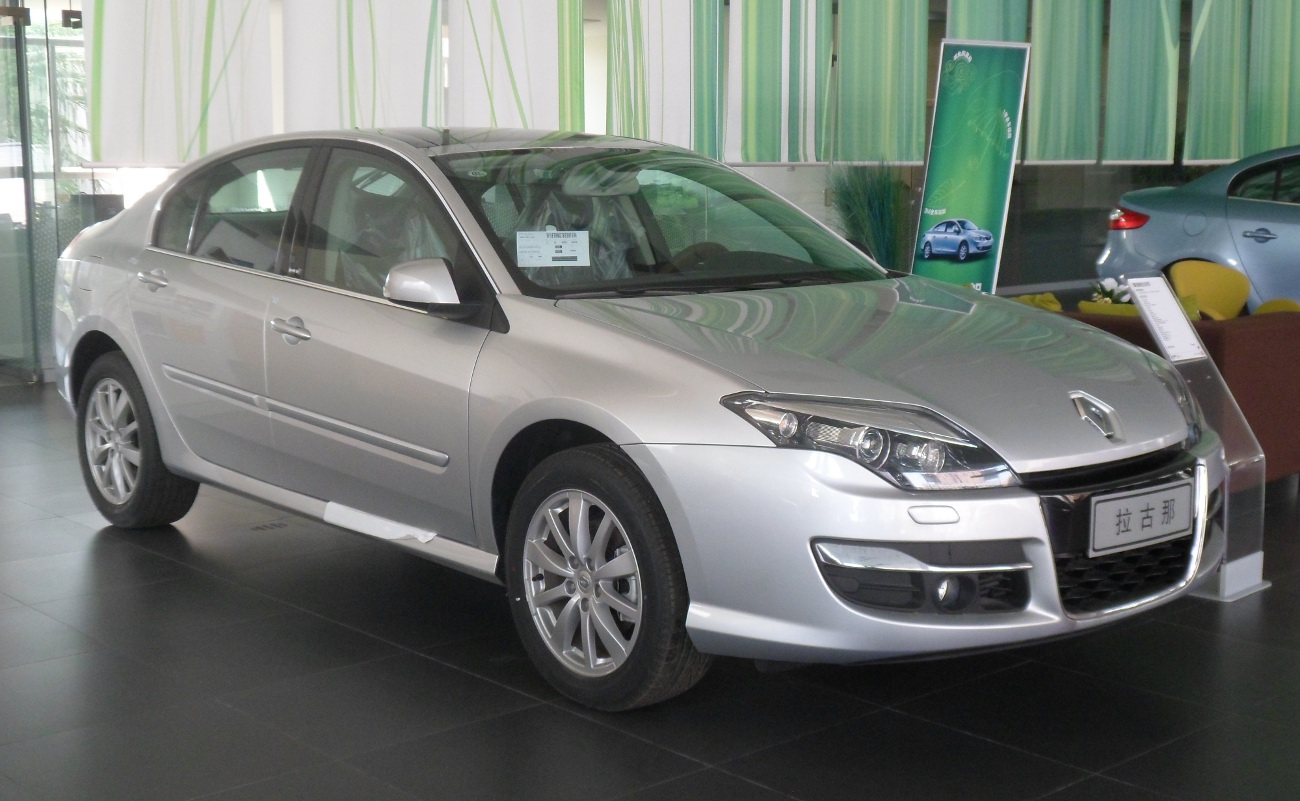
Una Laguna III dopo il restyling del 2010

Al salone dell'automobile di Parigi del 2010 è stato presentato il restyling: l'aggiornamento estetico, piuttosto contenuto, ha interessato principalmente il frontale, dove i fari anteriori presentavano una piccola palpebra sotto la parabola e dove la grande bocca del paraurti è stata divisa in tre parti, delle quali quella centrale andava a far parte della calandra, mentre quelle laterali sfoggiavano un inserto cromato. Posteriormente erano presenti fari fumé. Nell'abitacolo, le novità sono rappresentate dal nuovo sistema di navigazione e dall'arrivo di inserti verniciati. Dal punto di vista delle motorizzazioni, la gamma della berlina (ma anche della station wagon) sacrificò quasi tutte le motorizzazioni a benzina, lasciando campo libero al diesel. A seconda dei mercati di destinazione, comunque, poteva essere presente qualche motore a benzina. Ad esempio, mentre in Italia la gamma Laguna III era ormai composta esclusivamente da motori diesel (per la precisione un 1.5 dCi e un 2 litri nelle potenze di 150, 180 e 175 CV, quest'ultima rientrata nel listino italiano e unicamente con cambio automatico), in Germania era presente il 2 litri aspirato da 140 CV, ma in questo caso funzionante anche ad etanolo, ed il 2 litri turbo da 205 CV. In Francia era invece presente il solo 2 litri benzina/etanolo.
Non vi sono state grosse novità per il 2011, mentre nel 2012 la Laguna III, così come altri modelli della casa francese, è stata tolta dal listino britannico a causa degli scarsi consensi che ne rendevano sconveniente la commercializzazione.
Nel 2013, la versione berlina è stata eliminata dal listino italiano, lasciando solo la versione SporTour (ossia la station wagon). Durante lo stesso anno è stato presentato, nei paesi in cui la Laguna è rimasta a listino, un leggero aggiornamento che ha visto la modifica delle luci di posizione a led e la variazione degli allestimenti interni. I motori sono il 1.5 dCi da 110 CV, il 2.0 dCi da 130 cv (non per l'Italia) 150cv e 175 cv, e (per la sola coupé) il 3 litri dCi V6 da 240 CV. In alcuni paesi è stato inserito il 2.0 TCe da 180 CV e il cambio a doppia frizione EDC. A parte questi rari casi, la gamma della Laguna MY'13 è composta esclusivamente di motori a gasolio.
In questo periodo, la casa francese si è detta scettica sul futuro della Laguna, mantenendo un riserbo persino sulla possibilità di dare un seguito al segmento D nella sua gamma. Le congetture si sono accavallate nel corso degli ultimi due anni di carriera della vettura, sostenendo tesi di vario genere. Nel 2014, sono trapelate le prime indiscrezioni relative ad un ipotetico nuovo modello, un crossover che avrebbe dovuto sostituirla e rivaleggiare con modelli come la Citroën DS5. Tali indiscrezioni hanno trovato una smentita definitiva a metà del 2015, nel momento in cui la casa della Losanga ha svelato le prime foto relative alla Renault Talisman, versione aggiornata del modello in commercio fin dal 2012 per i mercati asiatici e Nordamericani. Contemporaneamente cessa la produzione della Laguna III.

### La versione station wagon

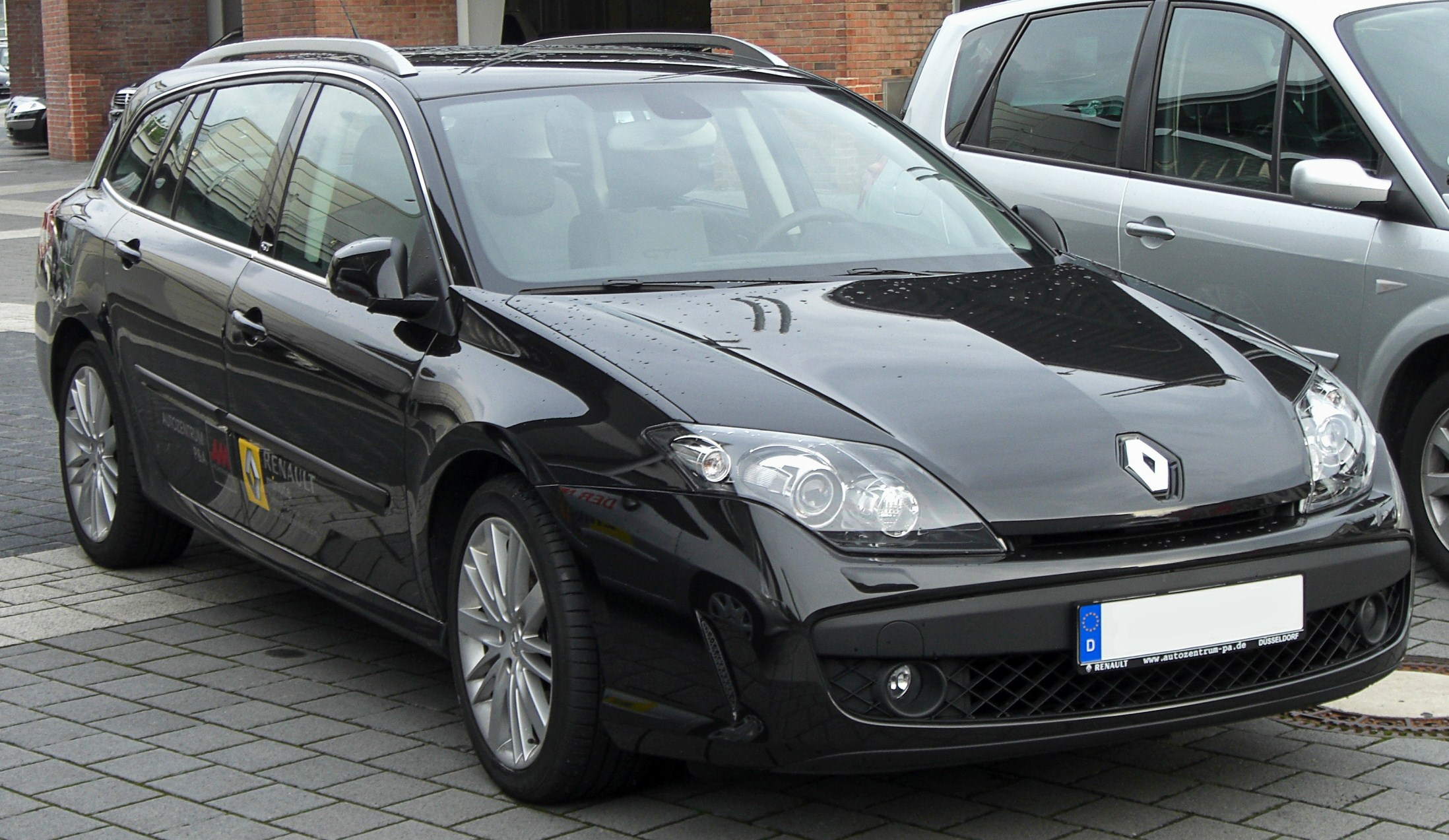
Laguna SporTour GT del 2008

Assieme alla berlina, nel 2007 è stata presentata anche la versione giardinetta: anche in questo caso, come nelle due precedenti generazioni, la denominazione varia a seconda dei mercati di destinazione. Ad esempio, in Germania ed in Spagna il nome scelto è GrandTour (come nella Laguna II), in Francia ed in Regno Unito è Estate, mentre in Italia è SporTour. Comunque sia, la vettura è caratterizzata da un'inedita parte posteriore, in funzione di un maggior carico di bagagli. La coda è caratterizzata da un disegno piuttosto spigoloso, con fari trapezoidali di dimensioni ridotte e dal portellone piuttosto inclinato. 

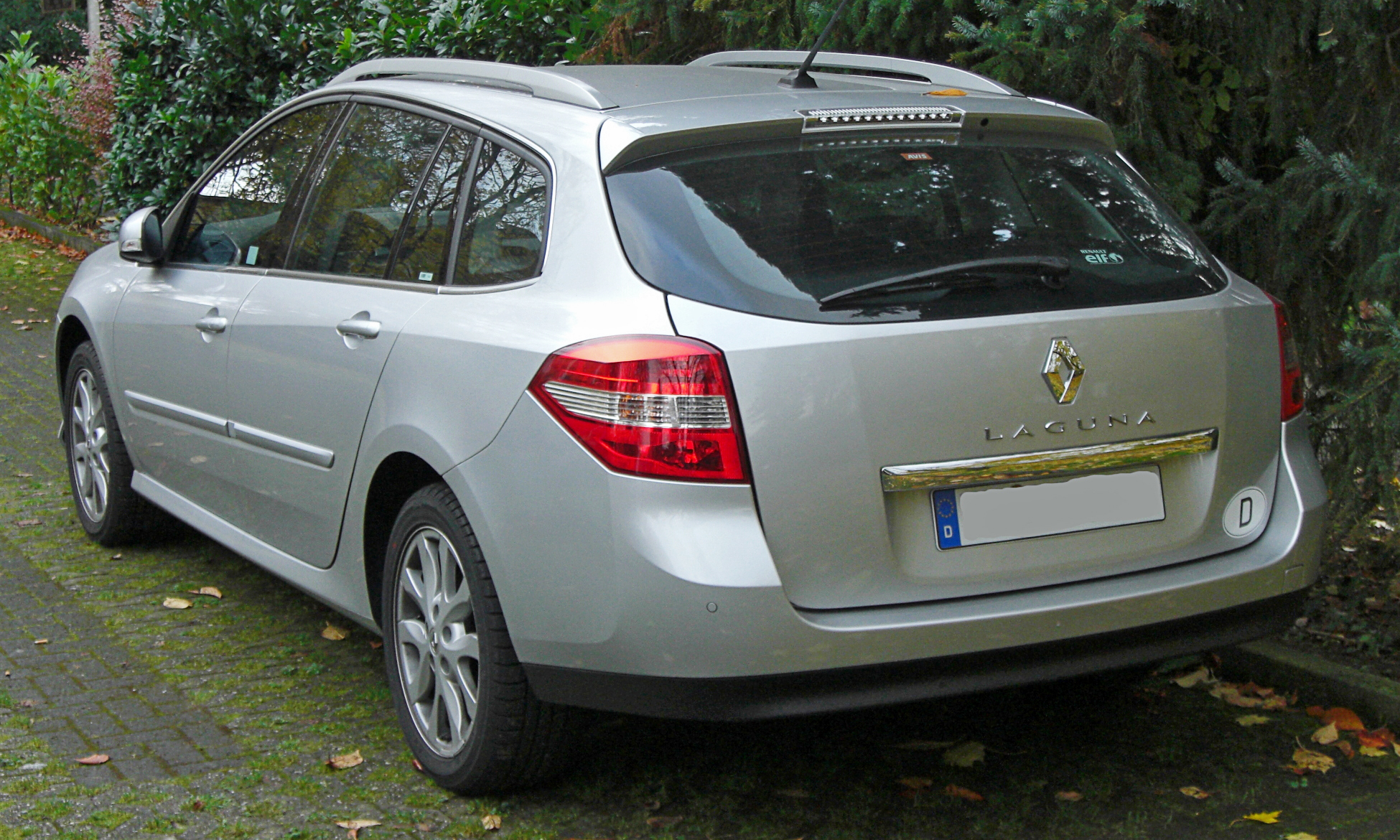
Vista posteriore della station wagon

Ciò è stato voluto dai vertici Renault per conferire maggior dinamismo alla linea della vettura, anche se a discapito della capacità di carico. I 1.593 litri disponibili a divano abbattuto (1.377 a filo della cappelliera) accostavano la Laguna SporTour più ad una station della fascia premium (Mercedes-Benz Classe C) che a una familiare di una casa generalista (un'Opel Vectra C vantava 500 litri in più). Con il divano in posizione eretta, invece, la capacità scendeva a 508 litri. Le doti di praticità erano accentuate dal lunotto apribile separatamente, una soluzione ereditata dalla versione precedente.
Al suo debutto era disponibile nelle stesse motorizzazioni previste per la berlina, comprese anche le differenze tra un mercato e l'altro. Era disponibile anche l'allestimento GT con sistema 4Control a quattro ruote sterzanti.
In seguito all'insuccesso della berlina ed al successo solo parziale della station wagon, anche la carriera di quest'ultima subì un corso differenziato a seconda dei mercati di riferimento. In Regno Unito venne cancellata nel 2012, dopo aver usufruito un anno e mezzo prima del restyling di metà carriera. Nello stesso anno in Italia rimase in listino assieme alla coupé, al contrario della berlina, che invece fu tolta dal commercio. L'aggiornamento del 2013 ha interessato anche la station wagon. Il 26 agosto 2015 vengono diffuse le foto relative all'erede della Laguna SporTour, ossia la Talisman Sporter. Tale evento sancì la fine della produzione della Laguna SporTour.

### La versione coupé

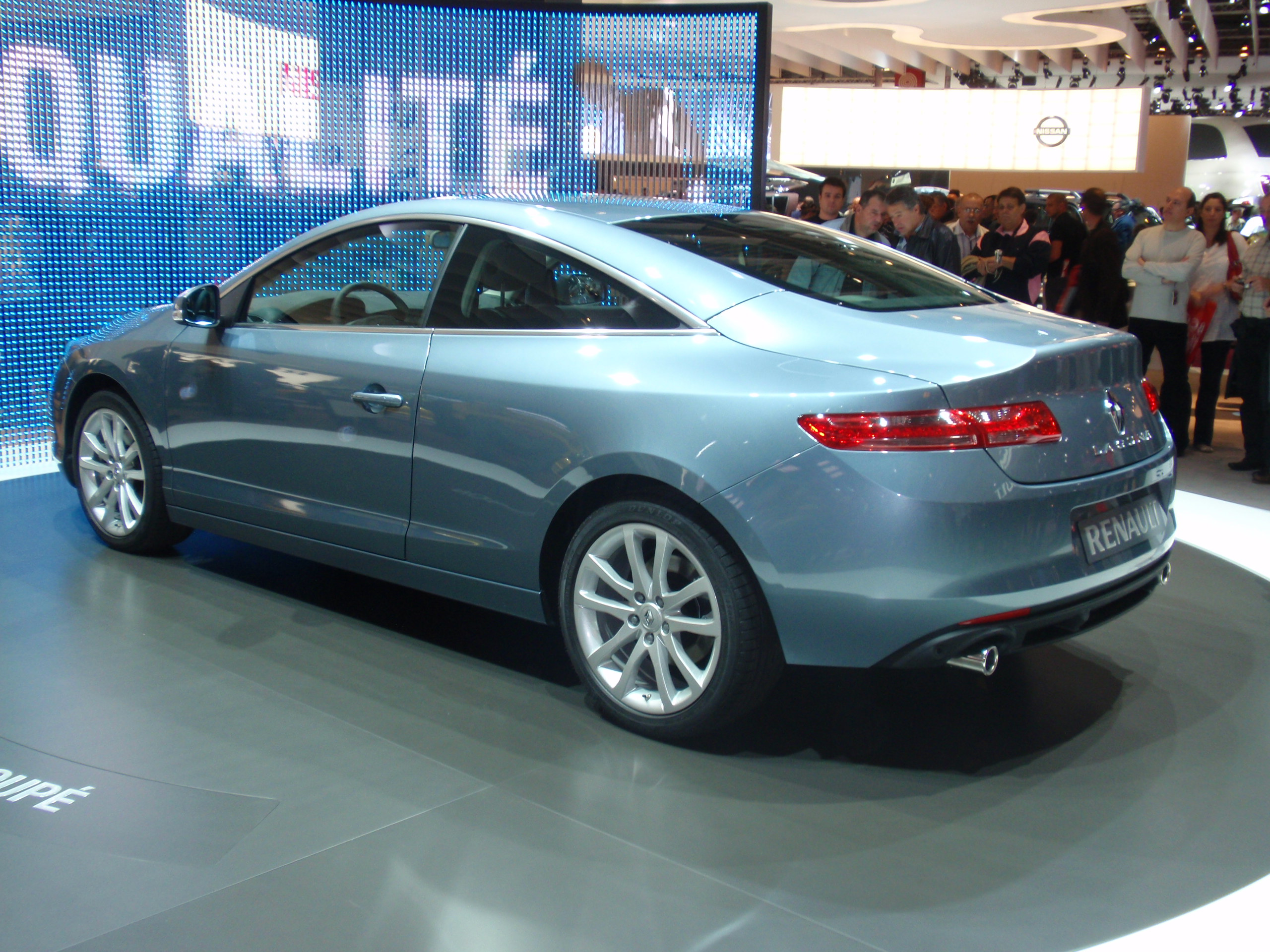
Posteriore della Laguna Coupé

Al Salone di Francoforte del 2007, che ha tenuto a battesimo le Laguna III berlina e station wagon, è stata presentata anche la Laguna Coupé Concept, prototipo che prefigurava la versione di serie. Con questa vettura Renault volle ritornare in un segmento di mercato trascurato da diversi anni, dall'uscita di produzione nel 1985 della Renault Fuego. Introdotta nei listini a partire dal novembre del 2008, la Laguna Coupé riprese ancor più delle altre versioni i tratti stilistici della concept Fluence, inclusa la filante coda, caratterizzata dai sottili gruppi ottici posteriori a sviluppo orizzontale. Il frontale, pur riprendendo in pieno lo stesso tema stilistico delle altre due versioni, risultava però ridisegnato per meglio differenziarsene.
Dal punto di vista tecnico, il lancio della coupé coincise con il debutto di un nuovo motore V6 turbodiesel common rail da 3 litri di cilindrata in grado di erogare fino a 235 CV di potenza massima. L'altro motore V6 inizialmente disponibile nella gamma era invece un V6 di origine Nissan (derivava da quello montato sulla sportiva 350Z) da 3.5 litri con potenza di 240 CV. Ma erano disponibili anche motorizzazioni minori: un 2 litri turbo a benzina da 205 CV e un 2 litri, stavolta a gasolio, con potenza massima di 180 CV. In alcuni mercati era disponibile anche con un 2 litri a benzina da 170 CV. Il pianale della Laguna Coupé era in genere quello delle Laguna GT che quindi poteva usufruire del sistema 4Control a quattro ruote sterzanti. Faceva eccezione la versione con motore da 170 CV, che sfruttava il pianale convenzionale a due ruote sterzanti.
Il cambio era di tipo automatico a 6 rapporti per le versioni con motore V6 e manuale a 6 marce per le versioni con motore a 4 cilindri. In ogni caso, per tutte le versioni, il pianale era anche stato accorciato di 6 cm nella misura del passo, in maniera da regalare alla vettura maggiori doti di agilità su strada.

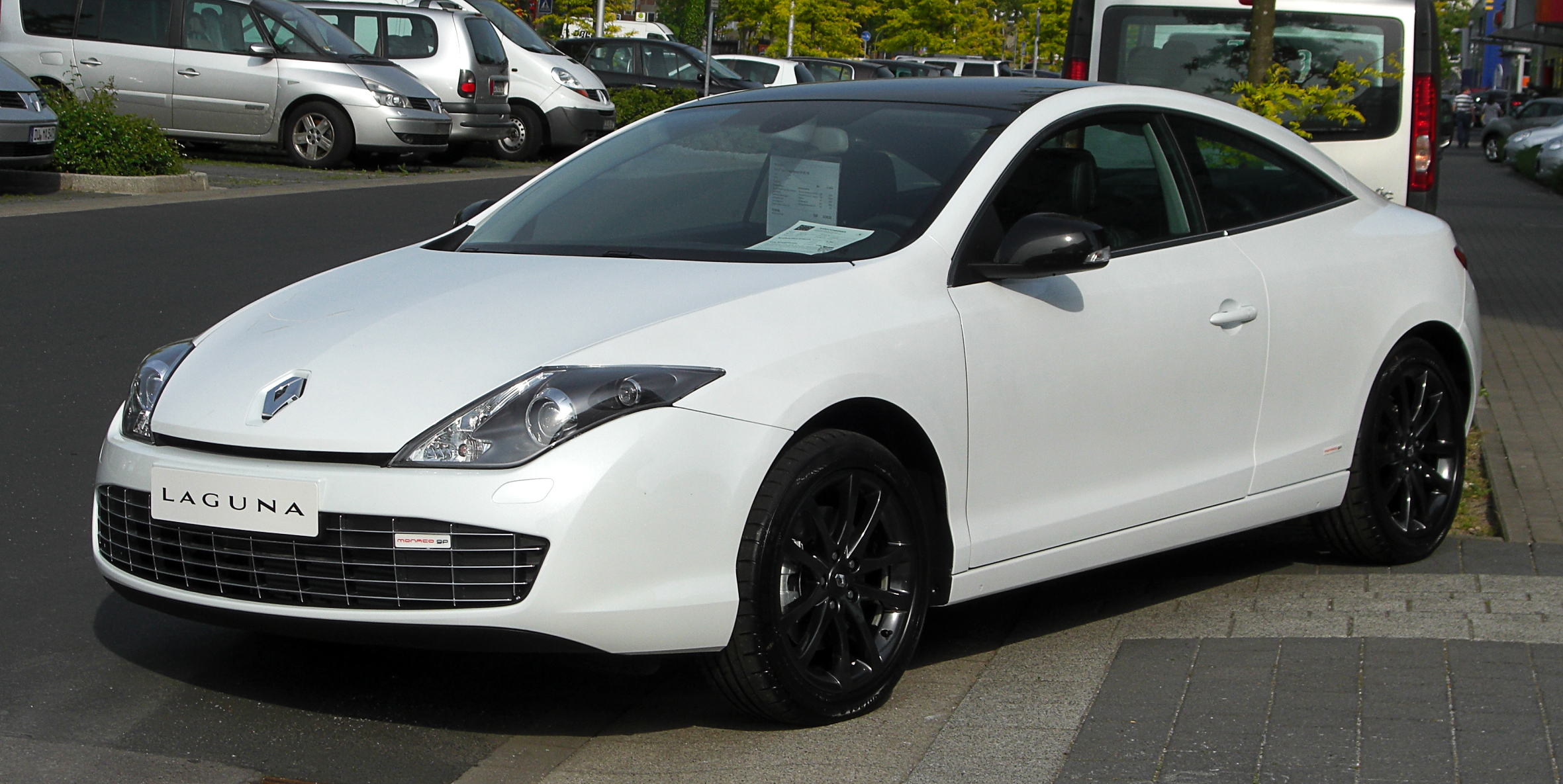
Renault Laguna Coupé del 2011 nell'allestimento Monaco GP

Neppure la Laguna Coupé riuscì ad entrare nel cuore del pubblico: anch'essa vendette molto poco, meno ancora delle versioni con carrozzeria berlina. Per tentare di solleticare maggiormente la potenziale clientela, nel 2010 venne introdotta anche una versione 2 litri dCi con potenza ridotta a 150 CV mentre tutte le motorizzazioni a benzina scomparvero da gran parte dei listini europei. Facevano eccezione Paesi come la Germania, dove rimase ancora qualche motorizzazione a benzina, come ad esempio il 2 litri TCe da 170 CV.
Nel 2011 ha fatto la sua comparsa anche un 2 litri dCi da 173 CV che è andato ad affiancare, senza sostituirlo, quello da 180 CV, mentre il 2012 ha invece visto l'introduzione di una motorizzazione maggiormente ridotta, ossia il 1.5 dCi da 110 CV, nel tentativo di risollevare le vendite. Tutte queste motorizzazioni minori erano abbinate al convenzionale sistema a sole due ruote sterzanti. Il 2013 ha visto la scomparsa del 2 litri dCi da 180 CV, lasciando alla versione V6 con motore da 3 litri dCi il compito di rappresentare la tecnologia 4Control. Quest'ultima motorizzazione, però, ha cominciato a scomparire gradualmente da alcuni listini europei, ad esempio quello francese, mentre è rimasto in altri listini (Italia e Germania).
Nell'estate del 2015 la coupé è scomparsa definitivamente da tutti i listini dove ancora era prevista. A causa degli scarsi consensi, non è prevista la sua sostituzione con nessun altro modello.

## Riepilogo caratteristiche
| Modello | Carrozzeria   | Motore | Cilindrata cm³ | Alimentazione                                            | Potenza CV/rpm | Coppia Nm/rpm | Cambio/ N°rapporti                | Massa a vuoto (kg) | Velocità max | Acceler. 0–100 km/h | Consumo (l/100 km) | Emissioni CO2/ (g/km) | Anni di produzione |
| Versioni a benzina |               |        |                |                                                          |                |               |                                   |                    |              |                     |                    |                       |                    |
| Laguna 1.6 16v1 | Berlina       | K4M    | 1598           | Iniez. elett. indiretta                                  | 110/6000       | 151/4250      | Manuale a 6 marce                 | 1.330              | 192          | 11"7                | 8.4                | 180                   | 2007-101           |
| Laguna 1.6 16v1 | Station Wagon | K4M    | 1598           | Iniez. elett. indiretta                                  | 110/6000       | 151/4250      | Manuale a 6 marce                 | 1.380              | 188          | -                   | -                  | 174                   | 2007-101           |
| Laguna 2.0 16v | Berlina       | M4R    | 1997           | Iniez. elett. indiretta                                  | 140/6000       | 195/3750      | Manuale a 6 marce                 | 1.369              | 210          | 9"1                 | 8.3                | 185                   | 2007-132           |
| Laguna 2.0 16v | Station Wagon | M4R    | 1997           | Iniez. elett. indiretta                                  | 140/6000       | 195/3750      | Manuale a 6 marce                 | 1.390              | 205          | 9"3                 | 8.4                | 189                   | 2007-132           |
| Laguna 2.0 TCe (170 CV) | Berlina       | F4R-t  | 1998           | Iniez. elett. indiretta + turbocompressore e intercooler | 170/6000       | 270/3250      | Automatico a 6 rapporti           | 1.442              | 220          | 9"2                 | 9.8                | 210                   | 2007-151           |
| Laguna 2.0 TCe (170 CV) | Station Wagon | F4R-t  | 1998           | Iniez. elett. indiretta + turbocompressore e intercooler | 170/6000       | 270/3250      | Automatico a 6 rapporti           | 1.463              | 215          | 9"4                 | 9.9                | 210                   | 2007-151           |
| Laguna 2.0 TCe (170 CV) | Coupé         | F4R-t  | 1998           | Iniez. elett. indiretta + turbocompressore e intercooler | 170/6000       | 270/3250      | Automatico a 6 rapporti           | 1.455              | 220          | 9"2                 | 9.8                | 207                   | 2007-151           |
| Laguna 2.0 TCe (205 CV) | Berlina       | F4R-t  | 1998           | Iniez. elett. indiretta + turbocompressore e intercooler | 205/5000       | 300/3000      | Manuale 6 marce                   | 1.410              | 232          | 7"8                 | 8.8                | 194                   | 2008-134           |
| Laguna 2.0 TCe (205 CV) | Station Wagon | F4R-t  | 1998           | Iniez. elett. indiretta + turbocompressore e intercooler | 205/5000       | 300/3000      | Manuale 6 marce                   | 1.430              | 227          | 8"                  | 8.8                | 196                   | 2008-133           |
| Laguna 2.0 TCe (205 CV) | Coupé         | F4R-t  | 1998           | Iniez. elett. indiretta + turbocompressore e intercooler | 205/5000       | 300/3000      | Manuale 6 marce                   | 1.403              | 232          | 7"8                 | 9                  | 194                   | 2008-133           |
| Laguna V6 3.5 | Berlina       | V4Y    | 3498           | Iniez. elett.                                            | 240/6000       | 330/4400      | Automatico a 6 rapporti           | -                  | -            | -                   | -                  | -                     | 2009-104           |
| Laguna V6 3.5 | Station Wagon | V4Y    | 3498           | Iniez. elett.                                            | 240/6000       | 330/4400      | Automatico a 6 rapporti           | -                  | -            | -                   | -                  | -                     | 2009-104           |
| Laguna V6 3.5 | Coupé         | V4Y    | 3498           | Iniez. elett.                                            | 240/6000       | 330/4400      | Automatico a 6 rapporti           | 1.522              | 244          | 7"4                 | 10.8               | 238                   | 2008-10            |
| Versioni a gasolio |               |        |                |                                                          |                |               |                                   |                    |              |                     |                    |                       |                    |
| Laguna 1.5 dCi | Berlina       | K9K    | 1461           | Turbodiesel iniezione diretta common rail                | 110/4000       | 240/2000      | Cambio Manuale a 6 marce          | 1.386              | 192          | 12"1                | 5.2                | 130                   | 2007-15            |
| Laguna 1.5 dCi | Station Wagon | K9K    | 1461           | Turbodiesel iniezione diretta common rail                | 110/4000       | 240/2000      | Cambio Manuale a 6 marce          | 1.407              | 187          | 12"3                | 5.5                | 139                   | 2007-15            |
| Laguna 1.5 dCi | Coupé         | K9K    | 1461           | Turbodiesel iniezione diretta common rail                | 110/4000       | 240/2000      | Cambio Manuale a 6 marce          | 1.338              | 192          | 11"9                | 4.3                | 109                   | 2012-15            |
| Laguna 2.0 dCi 1301 | Berlina       | M9R    | 1995           | Turbodiesel iniezione diretta common rail                | 130/4000       | 320/2000      | Cambio Manuale a 6 marce          | 1.455              | 204          | 10"6                | 6.5                | 158                   | 2007-091           |
| Laguna 2.0 dCi 1301 | Station Wagon | M9R    | 1995           | Turbodiesel iniezione diretta common rail                | 130/4000       | 320/2000      | Cambio Manuale a 6 marce          | 1.476              | 200          | 10"8                | 6.6                | 160                   | 2007-091           |
| Laguna 2.0 dCi 150 | Berlina       | M9R    | 1995           | Turbodiesel iniezione diretta common rail                | 150/4000       | 340/2000      | Cambio Manuale a 6 marce          | 1.480              | 210          | 9"5                 | 6.3                | 158                   | 2007-15            |
| Laguna 2.0 dCi 150 | Station Wagon | M9R    | 1995           | Turbodiesel iniezione diretta common rail                | 150/4000       | 340/2000      | Cambio Manuale a 6 marce          | 1.501              | 208          | 9"7                 | 6.6                | 160                   | 2007-15            |
| Laguna 2.0 dCi 150 | Coupé         | M9R    | 1995           | Turbodiesel iniezione diretta common rail                | 150/4000       | 340/2000      | Cambio Manuale a 6 marce          | 1.507              | 210          | 9"5                 | 6                  | 149                   | 2010-15            |
| Laguna 2.0 dCi 175 | Berlina       | M9R    | 1995           | Turbodiesel iniezione diretta common rail                | 175/3750       | 380/2000      | Cambio Manuale a 6 marce          | 1.492              | 220          | 8"7                 | 6.9                | 172                   | 2008-15            |
| Laguna 2.0 dCi 175 | Station Wagon | M9R    | 1995           | Turbodiesel iniezione diretta common rail                | 175/3750       | 380/2000      | Cambio Manuale a 6 marce          | 1.513              | 215          | 8"9                 | 6.9                | 174                   | 2008-15            |
| Laguna 2.0 dCi 175 aut. | Berlina       | M9R    | 1995           | Turbodiesel iniezione diretta common rail                | 173/4000       | 380/2000      | Automatico Proactive a 6 rapporti | 1.536              | 220          | 9"6                 | 6                  | 150                   | 2010-15            |
| Laguna 2.0 dCi 175 aut. | Station Wagon | M9R    | 1995           | Turbodiesel iniezione diretta common rail                | 173/4000       | 380/2000      | Automatico Proactive a 6 rapporti | 1.538              | 215          | 9"6                 | 6                  | 152                   | 2010-15            |
| Laguna 2.0 dCi 175 aut. | Coupé         | M9R    | 1995           | Turbodiesel iniezione diretta common rail                | 173/4000       | 380/2000      | Automatico Proactive a 6 rapporti | -                  | 210          | 9"8                 | 6                  | 150                   | 2010-15            |
| Laguna 2.0 dCi 180 | Berlina       | M9R    | 1995           | Turbodiesel iniezione diretta common rail                | 180/37505      | 400/2000      | Cambio manuale a 6 marce          | 1.500              | 222          | 8"5                 | 6.9                | 172                   | 2008-13            |
| Laguna 2.0 dCi 180 | Station Wagon | M9R    | 1995           | Turbodiesel iniezione diretta common rail                | 180/37505      | 400/2000      | Cambio manuale a 6 marce          | 1.520              | 217          | 8"7                 | 7.1                | 177                   | 2008-13            |
| Laguna 2.0 dCi 180 | Coupé         | M9R    | 1995           | Turbodiesel iniezione diretta common rail                | 180/37505      | 400/2000      | Cambio manuale a 6 marce          | 1.529              | 218          | 8"5                 | 6.3                | 163                   | 2008-13            |
| Laguna 3.0 V6 dCi | Station Wagon | V9X    | 2993           | Turbodiesel iniezione diretta common rail                | 235/3750       | 450/1500      | Automatico Proactive a 6 rapporti | 1.650              | 235          | 7"7                 | 8.2                | 195                   | 2008-101           |
| Laguna 3.0 V6 dCi | Coupé         | V9X    | 2993           | Turbodiesel iniezione diretta common rail                | 235/3750       | 450/1500      | Automatico Proactive a 6 rapporti | 1.630              | 242          | 7"3                 | 7.8                | 192                   | 2008-15            |
| Note: 1Non prevista per il mercato italiano 2A partire dal 2011, in alcuni mercati tra cui quello tedesco, il modello è stato proposto con alimentazione ad etanolo 3In Francia fino al 2010 e in Italia fino al 2009 4Solo per il mercato francese 5A partire dal 2012, la potenza scende a 178 CV a 4000 giri/min |               |        |                |                                                          |                |               |                                   |                    |              |                     |                    |                       |                    |